# 金松寺山
金松寺山（きんしょうじやま）は、長野県西部にある標高1,625mの山。

## 概要
松本市梓川梓からは北西側にあり、地区の裏山と言える。かつては、地区の住民が、山菜やキノコの採集にこの山に入った。梓川対岸の波田地区からは、形のよい山が2つ、どっしりと構えているのが正面に見える。右が金松寺山であり、少し左に離れたものが「天狗岩」（標高1,963.9 m）である。金松寺山と天狗岩は、徒歩1時間半ほどの距離である。

## 登山
旧梓川村では、毎年、村民登山を行っていた。
対岸の波田小学校では、以前、高学年児童の遠足目的地の1つであった。

## 金松寺
金松寺は金松寺山の入山口にある曹洞宗の寺で、山号は万年山。武田信玄（晴信）が弘治2年（1556年）に再興したと伝わる。明治4年まで、金松寺山は金松寺の寺領であった。

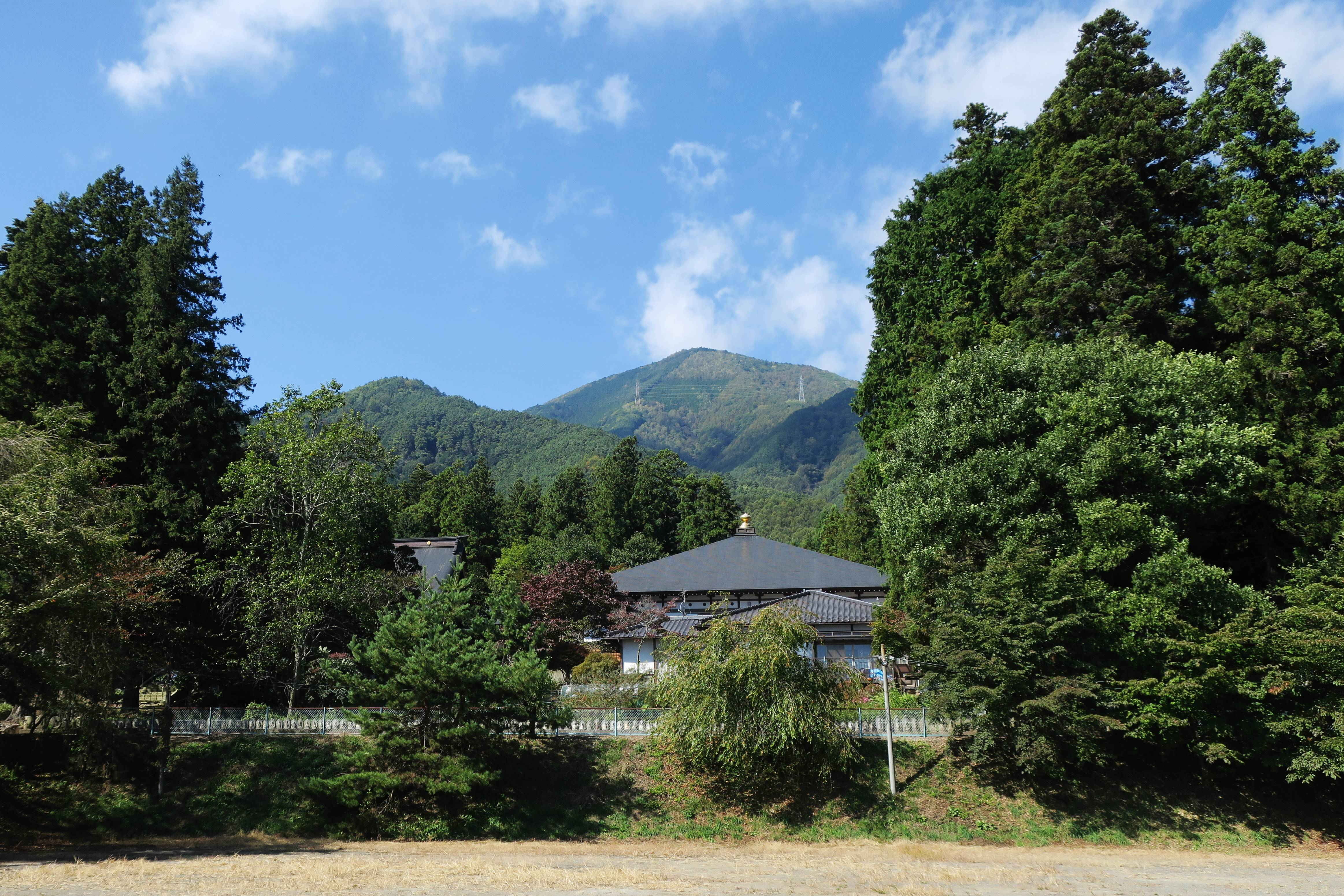
金松寺山に臨む金松寺
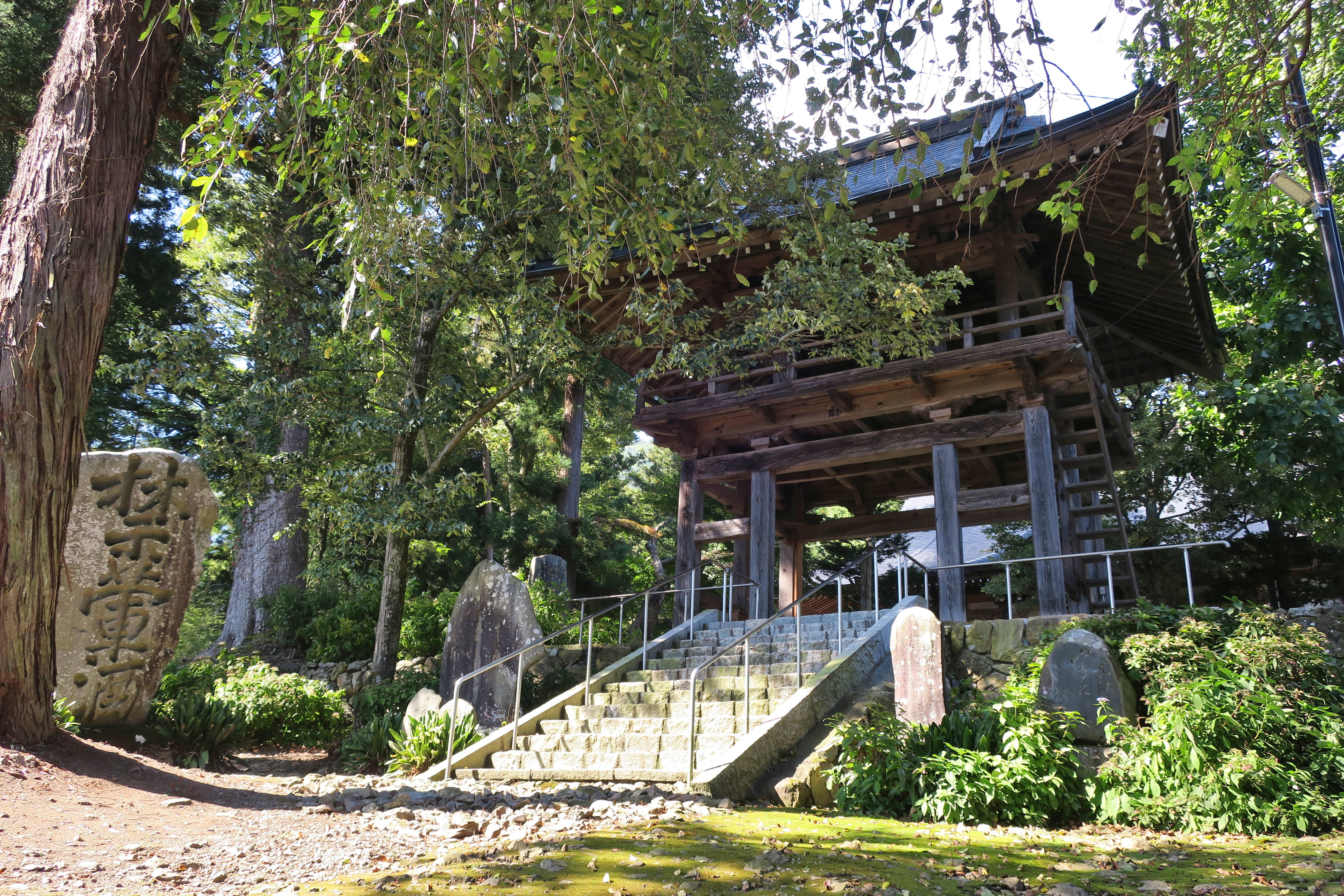
三門と禁葷酒の碑
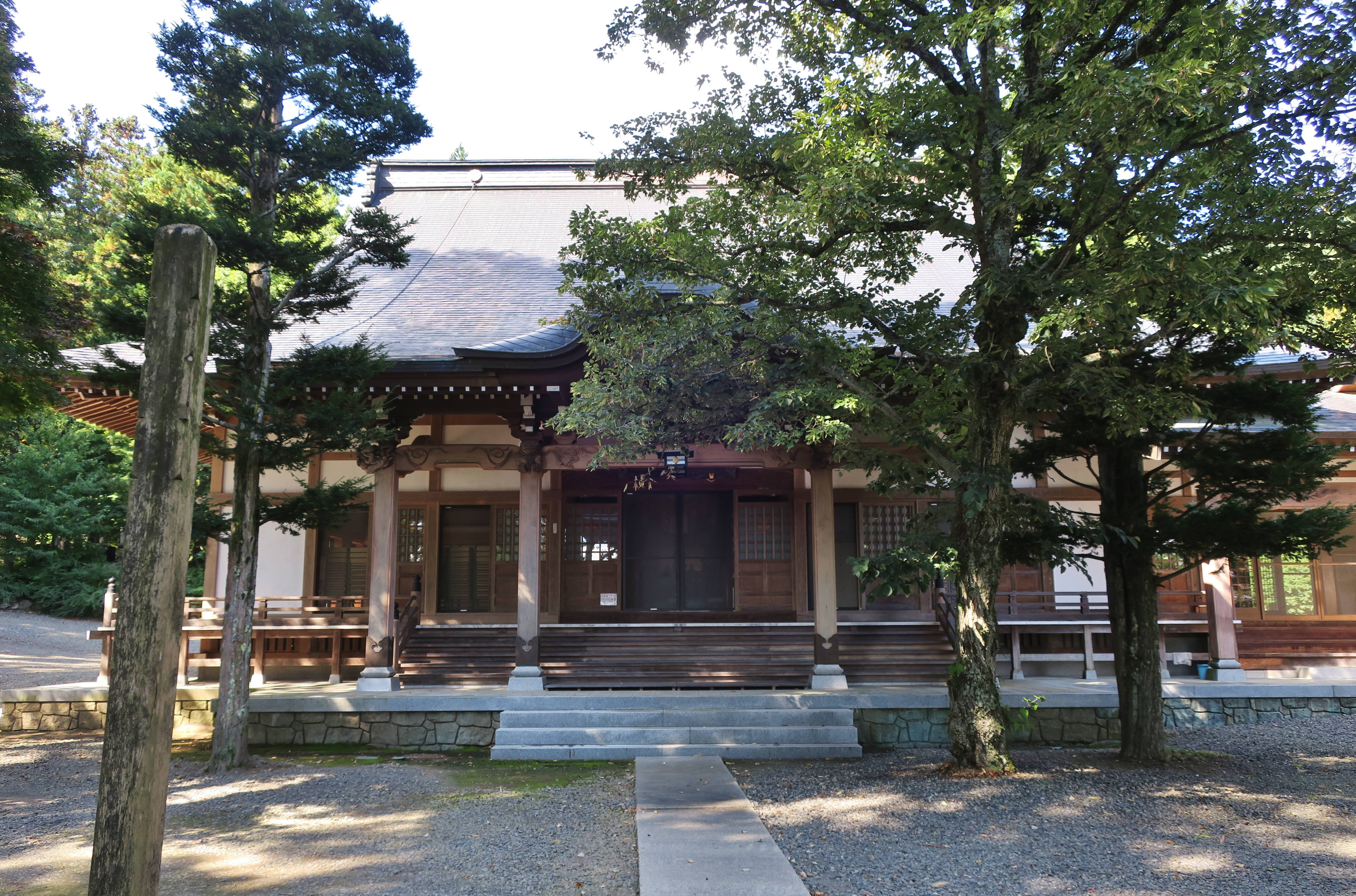
本堂

## シダレカラマツ
シダレカラマツという木があり、2007年3月に松本市特別天然記念物に指定された。幹の太さが55.5 cm、樹高15 mで、幹にねじれがある。登山道入り口から徒歩1時間半ほどの金松寺山中腹にある。